# Zofia Stefania Ustianowicz
Stefania Ustianowicz (Ustyanowicz), w zakonie siostra Maria Zofia od Serca Jezusowego, (ur. 12 marca 1875 Szczakowej, zm. 23 sierpnia 1944 w miejscowości Rusiłów pod Jazłowcem) – polska zakonnica ze Zgromadzenia Sióstr Niepokalanego Poczęcia NMP (niepokalanki).

## Życiorys
Była córką Szczepana Ustianowicza i Bronisławy Ustianowicz, z d. Ładyka. Jej ojciec był z pochodzenia Ukraińcem, wyznania greckokatolickiego, matka Polką, wyznania rzymskokatolickiego.
Był uczennicą zakładu wychowawczego-naukowego prowadzonego przez niepokalanki w Niżniowie, w 1894 zdała egzamin maturalny w Seminarium Nauczycielskim Żeńskim we Lwowie. Następnie pracowała jako nauczycielka w domach prywatnych. W 1899 wstąpiła do Zgromadzenia Sióstr Niepokalanego Poczęcia NMP (niepokalanek), w 1907 złożyła śluby wieczyste. Pracowała w placówce w Niżniowie, jako mistrzyni internatu i kierowniczka zakładu wychowawczego (1901-1909), od 1909 do 1920 jako przełożona klasztoru. W okresie I wojny światowej zorganizowała w klasztorze lazaret, za co w 1915 uhonorował ją austriacki Czerwony Krzyż. W 1922 otrzymała także dyplom Polskiego Czerwonego Krzyża
W okresie międzywojennym uzupełniała wykształcenie na Uniwersytecie Poznańskim. Była m.in. dyrektorką gimnazjum niepokalanek w Jarosławiu. Od 1935 do wybuchu II wojny światowej była przełożoną {dyrektorką) Prywatnego Gimnazjum Żeńskiego im. Królowej Korony Polskiej prowadzonej przez jej zgromadzenie w Maciejowie (działało od 1936). Za działalność oświatową została  w 1938 odznaczona Złotym Krzyżem Zasługi. W sierpniu 1939 została mianowana przełożoną domu zakonnego tamże. Po agresji sowieckiej na Polskę we wrześniu 1939 musiała opuścić maciejowski klasztor. Według różnych źródeł: do 1941 mieszkała w placówce w Nowym Sączu, po wybuchu wojny sowiecko-niemieckiej zamieszkała w klasztorze w Jazłowcu lub też mieszkała kolejno w Kowlu, Lwowie i  od kwietnia 1942 do czerwca 1944 Nowym Sączu
2 lipca 1944 wraz z siostrą Laetitią Marią Szembek została wysłana do opuszczonego klasztoru w Niżniowie, aby zabezpieczyć majątek zgromadzenia (według innego źródła została wysłana samotnie zaś s. Szembek udała się do niej, aby pomóc jej w powrocie). 23 sierpnia 1944, w drodze powrotnej do Jazłowca, obie siostry oraz wiozący je Antoni Blicharski zginęli w lesie koło Rusiłowa zabici przez nacjonalistów ukraińskich. Jej ciało zostało odnalezione w listopadzie 1944, ze śladami wskazującymi na przecięcie nóg piłą i odrąbaną głową.
Została pochowana w grobowcu zakonnym niepokalanek w Jazłowcu.